# Baltische Gesellschaft in Deutschland
Die Baltische Gesellschaft in Deutschland e. V. war eine Vereinigung von Deutsch-Balten, Esten, Letten und Litauern, die von 1955 bis 2010 existierte.

## Geschichte
Nach dem Zweiten Weltkrieg fanden etwa 200.000 Esten, Letten und Litauer Zuflucht in den westlichen Besatzungszonen. Aus dem Baltikum 1939 umgesiedelte und bei Kriegsende in den Westen geflohene Deutsch-Balten gab es ca. 40.000.
Während zwischenstaatliche Gesellschaften jeweils nur zwei Völker umfassen, wurde mit der „Baltischen Gesellschaft in Deutschland“ eine Organisation geschaffen, die vier verschiedene Völker im Zeichen gemeinsamer Interessen und Aufgaben in einem Rahmen vereinte. Nach der Gründung der „Deutsch-Lettischen Vereinigung“ in Augsburg, der „Deutsch-Litauischen Vereinigung“ in Frankfurt/M. und der „Deutsch-Estnischen Vereinigung“ in Stuttgart wurde am 25. Januar 1955 in Bonn die „Baltische Gesellschaft in Deutschland“ als Dachorganisation gegründet und als gemeinnützig anerkannt. Generalsekretär war bis zu seinem Tode 1979 Adam Grünbaum.
Als das 50-jährige Jubiläum geplant wurde, wurde bereits überlegt, die Tätigkeit des Vereins einzustellen. Am 22. Januar 2005 wurde das Jubiläum mit gut 300 Teilnehmern im Konferenzzentrum der Hanns-Seidel-Stiftung in München gefeiert. Nach einem Grußwort des Bayerischen Ministerpräsidenten Edmund Stoiber referierten u. a. der ehemalige bayerische Kultusminister Hans Zehetmair, Otto von Habsburg, Mitglied des Ehrenpräsidiums der Baltischen Gesellschaft, Vytautas Landsbergis, der ehemalige Staatspräsident von Litauen, Wolfgang Freiherr von Stetten, Vorsitzender der deutsch-baltischen Parlamentariergruppe im Bundestag, und der ehemalige estnische Botschafter in Bonn, Tiit Matsulevits.
Bis zur Streichung aus dem Vereinsregister 2010 gab es anschließend keine größeren Veranstaltungen mehr.

## Ziele
Die Gesellschaft vertrat folgende Ziele (§ 2 der Satzung):
- Pflege und Vertiefung der kulturellen Beziehungen und der Freundschaft zwischen dem deutschen Volk und estnischen, lettischen und litauischen Völkern
- Verbreitung der Kenntnis über die baltischen Völker, ihre Kultur, historische Entwicklung und gegenwärtige Situation
- Schaffung und Pflege persönlicher Beziehungen

## Aktivitäten
Organisiert wurden Arbeitstagungen, wissenschaftliche Tagungen (vor allem in der Ost-Akademie in Lüneburg) und „Baltische Kulturtage“, Ausstellungen, Konzerte und Vorträge. Außer den kulturellen Eigenveranstaltungen beteiligte sich die Baltische Gesellschaft in den Anfangsjahren an der Buchmesse in Berlin und Frankfurt/Main (1957), an dem Deutsch-Lettischen Treffen in Annaberg, einem Deutsch-Litauischen Treffen in Königswinter und unterstützte in vielen Fällen örtliche Veranstaltungen der Exilgruppen. Bei späteren Veranstaltungen konnten als Festredner auch der bayerische Ministerpräsident Alfons Goppel, der Bundestagsabgeordnete Prinz Konstantin von Bayern und ähnlich prominente Politiker gewonnen werden.
Von den Aktivitäten ist besonders hervorzuheben die Gründung des „Arbeitskreises für baltisches Recht“. 1960 wurde er initiiert von Nikolaus Valters aus Wien unter der Leitung von Dietrich A. Loeber und der Redaktion der Publikationen von Hermann Blaese.
Die Gründung des „Heidelberger Kreises“ entsprang dem Wunsch, die studentischen Traditionen der Universitäten Riga und Dorpat in Form eines alljährlichen „Völkerkommerses“ in Heidelberg zu pflegen. Diese Treffen finden inzwischen im jährlichen Wechsel auch in Riga, Tartu und Warschau statt.
Seit Juni 1955 versorgte die Gesellschaft ihre Mitglieder und die Öffentlichkeit zunächst mit „Rundschreiben“, ab 1956 mit „Mitteilungen“ und ab 1961 mit „Mitteilungen aus baltischem Leben“, wobei Olgred Aule über Jahrzehnte die Redaktion innehatte. Diese Publikation wurde im November 2007 aufgrund einer Vereinbarung von der Deutsch-Baltischen Gesellschaft übernommen und bis heute weitergeführt, nachdem die „Baltische Gesellschaft in Deutschland“ dort assoziiertes Mitglied wurde.

## Präsidenten und Mitglieder des Ehren-Präsidiums (alphabetisch)
- Norbert Angermann (* 1936), dt. Historiker
- Olgred Aule (1916–2015), dt.-est. Redakteur
- Carl August Emge (1886–1970), dt. Rechtssoziologe
- Eugen Gerstenmaier (1906–1986), Bundestagspräsident
- Albertas Gerutis (1905–1985), lit. Journalist u. Diplomat
- Adam Grünbaum (1904–1979), dt.-balt. Jurist
- Otto von Habsburg (1912–2011), MdEP
- Wilhelm Hahn (1909–1996), dt.-balt. Theologe u. Kultusminister, MdEP
- Hans-Dieter Handrack (* 1942), dt.-balt. Historiker
- Gunther Ipsen (1899–1984), österr. Soziologe
- Petras Karvelis (1897–1976), lit. Politiker
- Urmas Klaas (* 1971), estn. Politiker u. Bürgermeister von Tartu
- Waldemar Kraft (1898–1977), dt. Politiker
- Egils Levits (* 1955), lett. Richter am EuGH
- Roberts Liepiņš (1890–1978), lett. Min. a. D.
- Dietrich A. Loeber (1923–2004), dt.-balt. Rechtswissenschaftler
- Tiit Matsulevits (* 1958), estn. Botschafter
- Boris Meissner (1915–2003), dt.-balt. Rechtswissenschaftler
- Bernd Nielsen-Stokkeby (1920–2008), dt.-balt. Journalist
- Theodor Oberländer (1905–1998), Minister a. D.
- Helmut Piirimäe (1930–2017), estn. Historiker
- Georg von Rauch (1904–1991), dt.-balt. Historiker
- Elmar Reisenberg (1906–1988), estn. Anwalt
- Hans von Rimscha (1899–1987), dt.-balt. Historiker
- Vera Baronin v. Sass (1906–2008), dt.-balt. Schriftstellerin
- Ādolfs Šilde (1907–1990), lett. Jurist u. Journalist
- Friedrich Scholz (1928–2016), dt. Sprachwissenschaftler
- Wolfgang von Stetten (* 1941), Unternehmer, MdB
- Hellmuth Weiss (1900–1992), dt.-balt. Historiker  u. Politiker